# Miscela
Una miscela, in chimica, è un materiale costituito da due o più sostanze diverse che non sono combinate chimicamente.
Normalmente in natura è assai improbabile che la materia si trovi sotto forma di sostanza pura, ma il più delle volte si presenta sotto forma di miscela: i componenti di una miscela possono essere solidi, liquidi o gassosi; un esempio di miscela di sostanze gassose, liquide e solide è l'aria: i gas omogeneamente miscelati sono principalmente l'azoto (78%), l'ossigeno (21%), l'argon (1%) e l'anidride carbonica (0,04%), più una percentuale variabile di acqua sotto forma di vapore; le particelle di polvere costituiscono la parte solida e le goccioline d'acqua costituiscono la parte liquida.

## Descrizione

### Classificazione
Una miscela è detta omogenea se è costituita da un'unica fase e i suoi componenti non sono più distinguibili all'osservazione diretta. Una miscela omogenea prende il nome di soluzione. Un esempio di miscele omogenee è rappresentato dalle leghe. Le miscele omogenee possono essere separate solo attraverso passaggi di stato che coinvolgano i componenti in maniera differente. Ad esempio il sale disciolto nell'acqua costituisce una miscela omogenea e può essere separato riscaldando la miscela: in questa maniera l'acqua evapora, mentre il sale precipita sotto forma di solido (questo processo avviene nelle saline).
Una miscela è eterogenea se è costituita da due o più fasi e i suoi componenti sono facilmente distinguibili. Una miscela eterogenea prende il nome di miscuglio. La sospensione è un esempio di miscela eterogenea. Le miscele eterogenee possono essere separate più facilmente delle miscele omogenee, anche attraverso metodi meccanici.
Quando due o più sostanze si uniscono per formare un miscuglio, queste non modificano la loro intima struttura, come avviene invece nelle reazioni chimiche.
In ogni miscela ci sono sempre i solventi e i soluti. Il solvente è la sostanza presente in maggiore quantità nella soluzione, mentre i soluti sono le sostanze sciolte nel solvente e presenti in minore quantità. Per esempio se si mescola acqua e sale (miscela omogenea detta anche soluzione) l'acqua (presente in maggiore quantità) è un solvente, mentre il sale è un soluto (presente in minore quantità). Di seguito viene riportata una classificazione più dettagliata delle miscele:
- Miscele omogenee: si presentano in un'unica fase (diametro delle particelle <1 nm)
  - Soluzioni
    - leghe
    - Miscele gassose
- Miscele eterogenee: si presentano in più fasi (diametro delle particelle >1 nm)
  - Dispersioni (diametro delle particelle >1 µm)
    - schiume (fase dispersa:gas; fase continua:liquido)
    - emulsioni (fase dispersa:liquido; fase continua:liquido)
    - sospensioni (fase dispersa:solido; fase continua:liquido)
    - nebbie (fase dispersa:liquido; fase continua:gas)
    - fumi (fase dispersa:solido; fase continua:gas)

  - Colloidi (diametro delle particelle <1 µm)
    - aerosol liquido (fase dispersa:liquido; fase continua:gas)
    - aerosol solido (fase dispersa:solido; fase continua:gas)
    - schiuma colloidale (fase dispersa:gas; fase continua:liquido)
    - emulsione colloidale (fase dispersa:liquido; fase continua:liquido)
    - sol (fase dispersa:solido; fase continua:liquido)
    - schiuma solida (fase dispersa:gas; fase continua:solido)
    - gel (fase dispersa:liquido; fase continua:solido)
    - sol solido (fase dispersa:solido; fase continua:solido)

### Separazione dei componenti
Per separare due componenti di un miscuglio in laboratorio si possono utilizzare le seguenti tecniche:
- filtrazione
- decantazione o sedimentazione
- centrifugazione
- distillazione
- cromatografia
- estrazione con solvente
- setacciatura

La filtrazione è la separazione dei componenti di un miscuglio per mezzo di un filtro o di un setaccio. Alcuni particolari filtri servono anche per depurare l'aria; essi sono dotati di piccolissimi fori (detti "pori") che riescono a trattenere minuscole particelle di polvere. La filtrazione si applica per separare i liquidi dai solidi, i solidi dai liquidi e i solidi dalle sostanze gassose.
La decantazione è la separazione dei componenti di un miscuglio tramite la forza peso: quelli che hanno un peso specifico maggiore vanno a fondo, quelli che hanno peso specifico minore restano a galla. La decantazione si usa per separare i solidi dai liquidi, i solidi dai gas, due liquidi immiscibili. La centrifugazione sfrutta la forza centrifuga. Le fasi del miscuglio vengono separate attraverso la rapida rotazione a cui è soggetto il miscuglio stesso, dove le fasi di peso maggiore vengono convogliate verso l'esterno.
Esistono anche altri tipi di separazione. Dal punto di vista industriale, la separazione di una miscela può avvenire seguendo una molteplicità di operazioni unitarie (ad esempio: distillazione, adsorbimento, assorbimento gas-liquido, estrazione, cristallizzazione).

## Galleria d'immagini

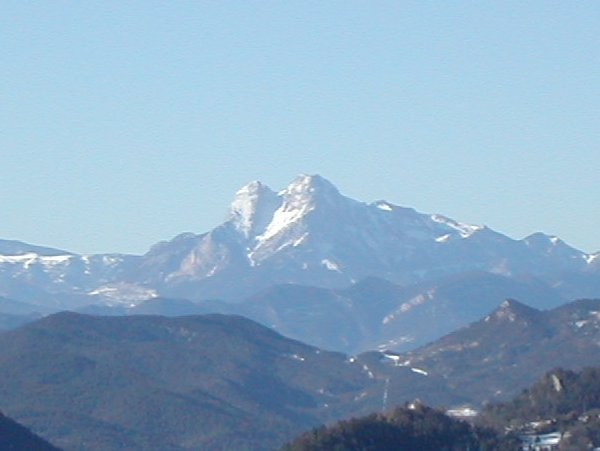
L'aria è una miscela omogenea
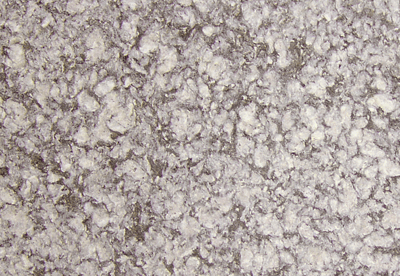
Il granito è una miscela eterogenea
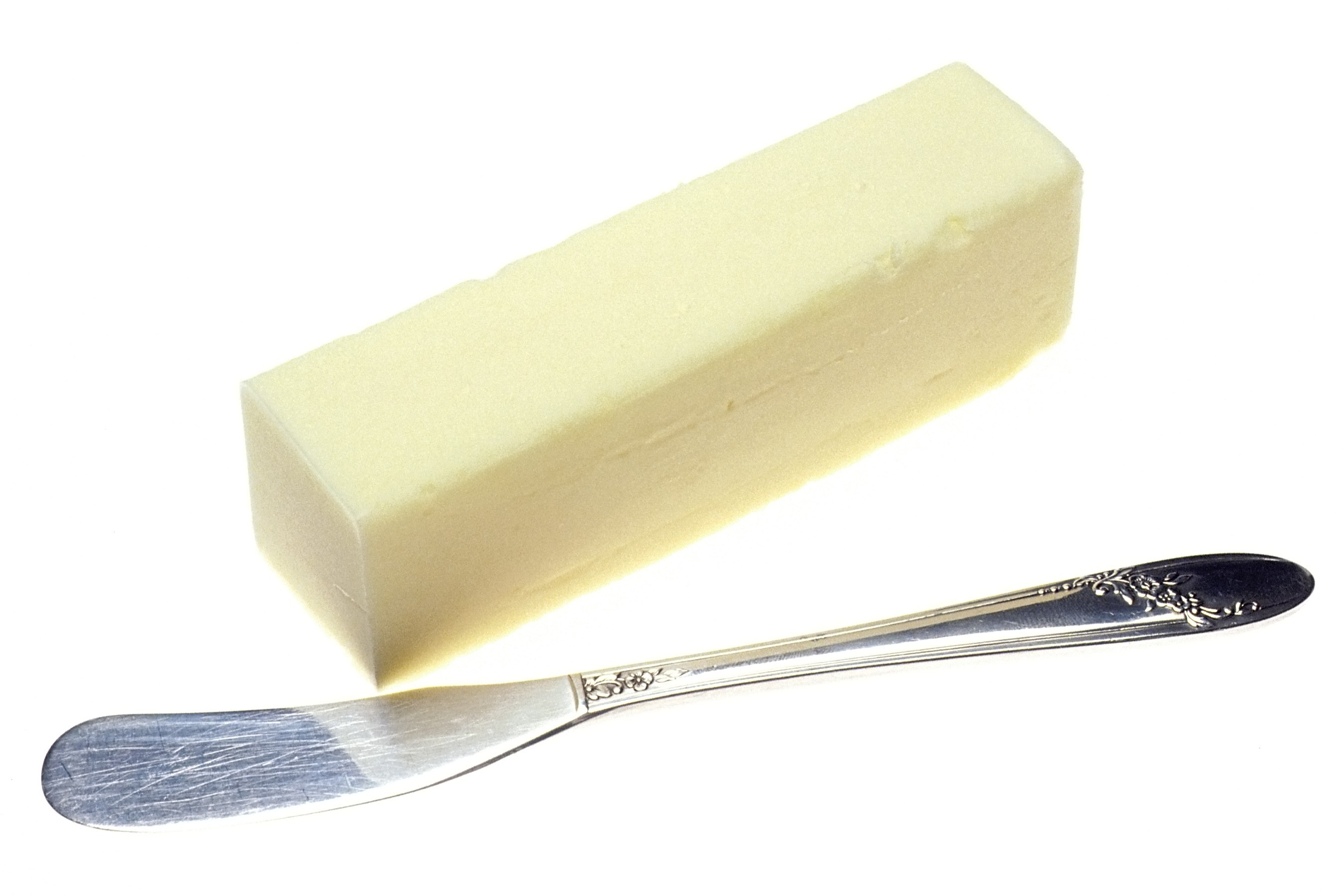
Il burro è una dispersione colloidale